# 山形県立寒河江高等学校
山形県立寒河江高等高校（やまがたけんりつ さがえこうとうがっこう, Yamagata Prefectural Sagae High School）は山形県寒河江市にある県立の高等学校。略称は「寒高」（かんこう）。

## 概要
歴史
旧制中学校を前身とする。旧・西村山郡寒河江町には1902年（明治35年）に「西村山郡立西村山中学校」が開校したが、翌年起こった火災により1904年（明治37年）にわずか2年あまりで閉校した。その後、旧制中学校が町内に存在しない期間が17年続いたが、1921年（大正10年）に県立の旧制中学校「山形県立寒河江中学校」が開校し、1948年（昭和23年）の学制改革で新制高等学校となった。1921年（大正10年）を創立年としており、2011年（平成23年）に創立90周年を迎えた。
設置課程・学科
全日制課程
- 普通科 - 〒991-8511 山形県寒河江市六供町二丁目3番9号

教育目標
遠大な開拓者精神とはつらつとした自由の精神を基盤に、質実剛健と気品清純の気風を継承発展させる。
1. 自ら学ぶ姿勢を培い、英知ある人間を育てる。
2. 健康なからだと豊かなこころをもった人間を育てる。
3. 創造力に富み、責任感と実践力をもって、たくましく生きる人間を育てる。
4. 広い視野を持ち、自己の可能性を最大限に発揮できる人間を育てる。

校章
山査子（さんざし、メイフラワー）をモチーフにしており、校内にも木が植えられている。
校歌
現在の校歌は創立30周年目の1951年（昭和26年）に制定された。作詞は神保光太郎、作曲は芥川也寸志による。歌詞は3番まであり、校名は歌詞中に登場しない。
なお旧制中学校時代の校歌は作詞が土井晩翠、作曲が梁田貞によるもの。
応援歌
- 「緑ヶ丘」（作詞作曲者は不明）
- 「嗚呼繚乱と」（作詞:井上五郎、作曲:秋葉光市）
- 「桜にかおる」（作詞:井上五郎、作曲:松田光郎）
- 「飾るさんざし」（作詞:橋本宏、作曲:菊地義美）

授業
基本的に授業時数は50分×6コマであるが、火・水は基本的に50分×7コマとなる。2001年（平成13年）から生徒に時間の意識を持って欲しいとの理由でチャイムは鳴らさない「ノーチャイム制」をとっている。更に、平成25年度より進学型単位制へ移行し、2学期制を導入している(後に3学期制)。水曜日の7コマ目は基本的に全学年LHR(ロングホームルーム)があり、様々な講師による講話や各クラスのレクレーションの時間にあてられる。
進路指導
進路室には様々な進路に関する書籍及び書類またはDVDや、各大学に関する資料などがある。
進路講演も1年生のうちから行われ、卒業生の受験生活を綴った合格体験記や、過去の卒業生の受験結果が載せてある「進路の指針」という冊子のように独自で作っている書物もある。
同窓会
「長陵同窓会」（長陵の読みは「ちょうりょう」）と称している。

### 高松校舎
果樹園芸科は本校とは別の校地・校舎を持っていた。2015年の閉科後、左沢高校に農場、果樹園を移管して、左沢高校果樹園芸系列で引き続き農業教育が行われている。
- 果樹園芸科（閉科） - 〒990-0524 山形県寒河江市大字高松49（北緯38度23分53.9秒 東経140度14分37.3秒 / 北緯38.398306度 東経140.243694度）

## 沿革
前史
- 1902年（明治35年）4月 - 「西村山郡立西村山中学校」（旧制中学校）が開校。
- 1903年（明治36年）- 火災に見舞われる。
- 1904年（明治37年）3月 - 閉校。

正史
旧制中学校時代
- 1921年（大正10年）
  - 4月 - 「山形県立寒河江中学校」が開校（創立年）。
    - 入学資格を尋常小学校を修了した12歳以上の男子、修業年限を5年（現在の中1から高2に相当）とする。
    - 仮校舎を西村山郡役所内に設置。

  - 11月 - 現在地に移転。
- 1926年（大正15年）
  - 3月 - 第1回卒業式を挙行。70名が卒業。
  - 8月 - 同窓会が発足。
- 1936年（昭和11年）3月 - 明治神宮競技大会にて弓道部が全国優勝。
- 1943年（昭和18年）4月1日 - 中等学校令の施行により、この時の入学生から修業年限が4年となる。
- 1944年（昭和19年）- 勤労動員が開始。
- 1945年（昭和20年）
  - 3月 - 教育ニ関スル戦時非常措置方策の修業年限4年施行の前倒しにより、4年生と5年生の合同卒業式を挙行。
    - 本来であれば中等学校令の施行された1943年（昭和18年）に入学した生徒が4年を修了する1947年（昭和22年）に修業年限4年が施行される予定であった。しかし戦況の悪化により中等学校令施行以前の1941年（昭和16年）・1942年（昭和17年）入学生にも修業年限4年が適用されるようになった。この時は1940年（昭和15年）入学の5年生と1941年（昭和16年）入学の4年生の合同卒業式が行われた。

  - 4月 - 学校での授業を停止。ただし勤労動員は開始。
  - 8月 - 終戦。
  - 9月 - 授業を再開。
- 1946年（昭和21年）4月1日 - 修業年限を5年とする（ただし4年修了時点で卒業することもできた）。
- 1947年（昭和22年）4月1日 - 学制改革（六・三制の実施）が行われる。
  - 旧制中学校の募集を停止。
  - 新制中学校を併設し（以下・併設中学校）、旧制中学校1・2年修了者を新制中学校2・3年生として収容。
  - 併設中学校は経過措置としてあくまで暫定的に設置されたため、新たに生徒募集は行われず、在校生が2・3年生のみの中学校であった。
  - 旧制中学校3・4年修了者はそのまま在籍し、4・5年生となった（ただし4年修了時点で卒業することもできた）。

新制高等学校
- 1948年（昭和23年）
  - 4月1日 - 学制改革（六・三・三制の実施）により、旧制中学校は廃止され、新制高等学校「山形県寒河江高等学校」（男子校）が発足。
    - 通常制普通課程を設置。
    - 旧制中学校卒業者（5年修了者）を新制高校3年生、旧制中学校4年修了者を新制高校2年生、併設中学校卒業者（3年修了者）を新制高校1年生として収容。
    - 併設中学校を継承し（名称:山形県立寒河江高等学校併設中学校）、在校生が1946年（昭和21年）に入学した3年生を残すだけとなる。

  - 5月 - 定時制普通課程（男女ともに募集、修業年限4年）を設置。ただし通常制（全日制）普通課程は男子校のみ。
- 1949年（昭和24年）
  - 3月31日 - 併設中学校を廃止。
  - 4月1日 - 高校三原則に基づき、女子生徒編入の上、通常制（全日制）普通課程でも男女共学を開始。
  - 12月 - 校内放送を開始。
- 1951年（昭和26年）12月 - 創立30周年を記念し、校歌を制定。作詞は神保光太郎、作曲は芥川也寸志による。
- 1952年（昭和27年）4月 - 通常制および定時制に家庭課程を設置。
  - 山形県立高松高等学校（本校及び西川分校）を統合し、高松分校（定時制2課程（農業・家庭））と西川分校（定時制2課程（普通・家庭））の2校を設置。
- 1954年（昭和29年）4月 - 女子制服を制定。
- 1956年（昭和31年）4月1日 - 高松分校に通常制農業課程を設置し、農業校舎とする。農業校舎定時制家庭課程の募集を停止。
- 1957年（昭和32年）4月1日 - 西川分校の普通課程の募集を停止し、農業課程を設置。
- 1960年（昭和35年）
  - 6月 - 体育館が完成。
  - 9月 - 弓道場が完成。
- 1962年（昭和37年）
  - 4月 - 本校の定時制2課程（普通課程・家庭課程）の募集を停止。
  - 7月 - 山形県立寒河江工業高等学校準備委員会が校舎内に設置される。
- 1963年（昭和38年）
  - 4月1日 - 通常制を全日制課程、定時制を定時制課程、普通課程・農業課程・家庭課程をそれぞれ普通科・農業科・家政科に改称。
  - 4月1日 - 山形県立寒河江工業高等学校を併設。
  - 8月 - 寒河江工業高等学校の校舎が完成し、移転を完了。これに伴い併設を解消。
- 1965年（昭和40年）4月30日
  - 西川分校の4年生が関西への修学旅行に行くために乗ったバスが、国道1号を走行中、静岡県磐田郡豊田村で大型ダンプカーと衝突、生徒2人およびバスガイドの3人が死亡、19人が負傷した[1]。
- 1966年（昭和41年）
  - 3月 - 本校の定時制課程を廃止。
  - 4月1日 - 本校全日制課程家政科の募集を停止。
- 1967年（昭和42年）4月1日 - 西川分校定時制の家庭科を生活科に改称。
- 1973年（昭和48年） - 全国高校総体にて女子剣道部が団体戦優勝、市内でパレードを行う
- 1974年（昭和49年）
  - 7月 - 長陵会館（同窓会館）が完成。
  - 8月 - 長陵会館に食堂がオープン。
- 1980年（昭和55年）5月 - 同窓会育英奨学資金設立・貸与を開始。
- 1981年（昭和56年）
  - 2月 - 創立60周年を記念し校歌碑を建立。
  - 11月 - 創立60周年を記念し桜10本植樹
- 1986年（昭和61年）4月1日 - 西川分校に定時制課程普通科を設置。これに伴い、農業科と生活科の募集を停止。
- 1987年（昭和62年）4月1日 - 農業校舎（旧・高松分校）に果樹園芸科を設置。農業科の募集を停止。
- 1988年（昭和63年）
  - 4月1日 - 西川分校の募集を停止。
  - 7月 - 武道館を解体。
- 1989年（平成元年）
  - 3月 - 学習センターが完成。
  - 9月 - プールを解体。
- 1990年（平成2年）8月 - 新体育館と柔剣道場が完成。
- 1991年（平成3年）3月31日 - 西川分校が閉校。
- 1992年（平成4年）4月 - 校章を新調。
- 1993年（平成5年）3月 - 農業校舎実習用地　清助新田冨沢の水田120.99m2を東北電力に譲渡。
- 1995年（平成7年）3月 - 新グラウンド（第4種公認陸上競技場）が完成。
- 1999年（平成11年）2月 - 推薦入試を開始。
- 2001年（平成13年）5月 - 第1回月陵聖火祭を開始。ノーチャイム日課を開始。
- 2004年（平成16年）7月 - 新プールが完成。
- 2006年（平成18年）
  - 4月 - 文部科学省から学力向上拠点形成推進事業の指定を受ける。
  - 5月 - 創立85周年記念に澤地久枝の記念講演を開催。
- 2007年（平成19年）10月 - 自動体外式除細動器を設置。
- 2008年（平成20年）4月 - 普通科定員が5学級200人になる。
- 2010年（平成22年）3月 - 旧体育館を解体。
- 2013年（平成25年）4月 - 果樹園芸科の募集を停止。推薦入試を廃止。
- 2015年（平成27年）3月31日 - 果樹園芸科を閉科。

歴代校長
寒河江中学校時代から29人の校長が受け継いでいる。
- 初代:有堀市三郎（1921年3月7日～1924年11月8日）
- 2代:市原真次（1924年12月1日～1933年1月24日）
- 3代:山元兵七（1933年1月25日～1936年9月3日）
- 4代:岩下富蔵（1936年10月19日～1938年9月6日）
- 5代:内藤理八（1938年9月7日～1940年5月29日）
- 6代:半沢儀一郎（1940年6月20日～1946年3月29日）
- 7代:上倉裕二（1946年3月30日～1946年7月30日）
- 8代:池田清（1947年1月31日～1950年3月31日）
- 9代:永山信良（1950年4月1日～1955年3月31日）
- 10代:佐々木俊光（1955年4月1日～1957年3月31日）
- 11代:渋谷忠太郎（1957年4月1日～1962年3月31日）
- 12代:小関守之助（1962年4月1日～1965年3月31日）
- 13代:阿部酉喜夫（1965年4月1日～1970年3月31日）
- 14代:山田博夫（1970年4月1日～1973年3月31日）
- 15代:堀口昌太（1973年4月1日～1976年3月31日）
- 16代:国井董（1976年4月1日～1978年3月31日）
- 17代:川内芳夫（1978年4月1日～1981年3月31日）
- 18代:松田善夫（1981年4月1日～1983年3月31日）
- 19代:堤睦水（1983年4月1日～1985年3月31日）
- 20代:五十嵐和夫（1985年4月1日～1988年3月31日）
- 21代:佐々木周榮（1988年4月1日～1991年3月31日）
- 22代:逸見大吉郎（1991年4月1日～1994年3月31日）
- 23代:佐々木亮（1994年4月1日～1996年3月31日）
- 24代:佐藤浩平（1996年4月1日～1999年3月31日）
- 25代:森義矩（1999年4月1日～2001年12月6日） 12月6日に死去。
- 26代:鈴木宏毅（2001年12月25日～2004年3月31日）
- 27代:佐藤通隆（2004年4月1日～2006年3月31日）
- 28代:大滝潤二（2006年4月1日～2009年3月31日）
- 29代:阿部均 （2009年4月1日～2012年3月31日）
- 30代:兼子健三郎(2012年4月1日〜?)

## 生徒会
生徒会は下記の役員、委員会、そして全校生徒から成り立っている。
執行部役員
- 会長
- 副会長
- 常任委員
- 会計委員
- 監査委員
- 生徒会議長
- 生徒会副議長
- 書記

委員会
- 学級委員会
- 生活委員会
- 選挙管理委員会
- 交通安全委員会
- 図書委員会
- LHR実行委員会
- 保健委員会
- 体育祭実行委員会
- 寒高祭実行委員会

生徒会誌「暁鳴」
暁鳴の読みは「ぎょうめい」で、毎年3月に配られる。生徒から成る暁鳴編集委員会により編集される。中身は今年1年を振り返る内容で、部活動の記録、生徒会行事を振り返り、特集、修学旅行、クラス紹介などが載っている。
毎年後ろの見開きには、「暁鳴」という名を命名した井上五郎の『「暁鳴」解題』が載っている。

## 部活動
運動部
- 野球部
- ソフトボール部
- 男女テニス部
- 男女ソフトテニス部
- 男女バスケットボール部
- 男女バレーボール部
- 陸上競技部
- 水泳部
- 弓道部
- 剣道部(女子はインターハイで団体優勝経験あり)
- 男女バドミントン部
- ハンドボール部
- 男女卓球部
- サッカー部
- カヌー部

文化部
- 放送部
- 新聞部
- 美術部
- 書道部
- 茶華道部
- 吹奏楽部
- 将棋部

なお応援団に関しては過去に存在したが廃団となった。

## 年中行事
2学期制
前期
- 4月 - 始業式、入学式、課題テスト、1年生歌唱指導、メイフラワーセミナー（1年生）
  - 1年生歌唱指導 - 校歌と応援歌を生徒会執行部が1年生に指導。
  - メイフラワーセミナー - 新入生を対象にした研修。メイフラワーは校章の「山査子」にちなんでいる。
- 5月 - 創立記念式典（創立記念日1日）、地区高校総体、中間試験I、生徒総会
  - 創立記念日 - 記念式典や聖火リレーや卒業生による記念講演が行われる。
- 6月 - 山形県高校総体、中間試験Ⅱ
- 7月 - 体育祭、夏期講習、夏季休業
  - 体育祭
  - 体育祭ではバスケットボール、バレーボール、ソフトボール、サッカー、卓球、長縄跳び、クラス対抗リレーをする。生徒はクラス内でチームを作り、各クラスで制作したTシャツを着て2日間の熱戦に挑む。教員チームも参加する。2007年（平成19年）からは卓球も競技として加わった。
- 8月後半 - 寒高祭、課題テスト
  - 寒高祭
寒高祭は2日にわたる大イベントである。運営は生徒からの「寒高祭実行委員会」によって運営される。
1日目は1年生による合唱コンクールをはじめ、有志発表、吹奏楽部発表、演劇部発表などの催しが行われる。1日目の会場は寒河江市民会館・2日目の会場は本校となる。
2日目は校舎と中庭で一般公開の催しが行われる。2、3年の各クラスが模擬店を出店する。平行して文化部の展示、生徒が教員の似顔絵を描く似顔絵コンテストなどがある。

- 9月 - 地区新人大会、メイフラワーカレッジ、生徒会選挙
  - メイフラワーカレッジ - 様々な分野の大学から講師を招き、テーマ別に分かれて講義を受ける。

後期
- 10月 - 県新人大会（屋外競技）、県高校総合文化祭、マラソン大会、生徒総会 
  - マラソン大会 - 男子8.8km女子5.3km走る。2008年（平成20年）には初めて雨天中止となった。
- 11月 - 県新人大会（屋内競技）、2年修学旅行（3泊4日、目的地は広島・奈良・京都）
- 12月 - 1・2年後期中間試験、3年後期試験、冬期講習、冬季休業

- 1月 - 1・2年課題テスト、出陣式（大学入試センター試験前日に3年生全員で決意を固める）
- 2月 - 同窓会入会式、1・2年学年末試験（～3月）
- 3月 - 卒業式、高校入選、高校入試合格発表、修了式、離任式、新入生オリエンテーシション、春季休業、追認試験

## 交通アクセス
最寄りの鉄道駅
- 本校舎は、「西寒河江駅」から徒歩5分。また、隣の「寒河江駅」からでも徒歩15分ほどである。

## 舞台となった作品
- 2008年（平成20年）の春には映画「櫻の園」のロケが前述した桜並木の前で行われた[2]。

## 著名な出身者
- 板垣清一郎（元山形県知事）
- 松浦東介（元自由民主党衆議院議員）
- 斎藤脩（JFEエンジニアリング社長）[要出典]
- 中村晃（作家）
- 鬼海弘雄（写真家）
- 佐藤誠六（前寒河江市長）
- 片桐千晶（元秋田テレビアナウンサー）
- 安孫子真哉（銀杏BOYZ）[要出典]
- 丸屋真也（臨床心理学者）
- 鈴木貞敏（元警察庁長官、元自由民主党参議院議員）
- 鈴木淳史[3]（音楽評論家）
- 森谷俊雄（河北町長、元モンテディオ山形社長）
- 若松正俊（山形県副知事、山形県住宅供給公社理事長）
- 布川弘（歴史学者）
- 菅野大志（西川町長、元官僚）

## 参考資料
- 「山形県立寒河江高等学校生徒手帳」
- 「長陵同窓会誌」